# Kernkraftwerk Darlington
Das Kernkraftwerk Darlington in Clarington, Ontario mit vier CANDU-Reaktoren hat eine Bruttoleistung von 3740 MW. 
Das Kernkraftwerk wurde in mehreren Bauphasen zwischen 1981 und 1993 durch den kanadischen Staatsbetrieb Ontario Hydro gebaut. Nach der Aufspaltung des Unternehmens im April 1999 führt nun das neu gegründete Unternehmen Ontario Power Generation (OPG) den Betrieb des Kraftwerkes fort.
Vielen Bewohnern Ontarios ist das Kernkraftwerk Darlington durch die massive Kostenüberschreitung in Erinnerung. Die anfänglich veranschlagten Kosten von 2,5 Milliarden CAD erhöhten sich bis zur Fertigstellung auf 14,4 Milliarden CAD. Besonders in Wahljahren flammt die Diskussion über die Verantwortung für die Kosten immer wieder auf.
Es bestanden Spekulationen, dass auf dem Gelände des Kraftwerks zwei zusätzliche Reaktoren vom Typ CANDU-6 mit einer Leistung von jeweils 700 MW gebaut werden sollen. Im Oktober 2013 wurde der Neubau wegen bestehender Leistungsüberschüsse abgesagt.

## Daten der Reaktorblöcke
Das Kernkraftwerk Darlington hat insgesamt vier Blöcke:
| Reaktorblock | Reaktortyp | Netto- leistung | Brutto- leistung | Baubeginn  | Netzsyn- chronisation | Kommer- zieller Betrieb | Abschal- tung  |
| ------------ | ---------- | --------------- | ---------------- | ---------- | --------------------- | ----------------------- | -------------- |
| Darlington-1 | CANDU-850  | 878 MW          | 934 MW           | 01.04.1982 | 19.12.1990            | 14.11.1992              | (2055 geplant) |
| Darlington-2 | CANDU-850  | 878 MW          | 934 MW           | 01.09.1981 | 15.01.1990            | 09.10.1990              | (2050 geplant) |
| Darlington-3 | CANDU-850  | 878 MW          | 934 MW           | 01.09.1984 | 07.12.1992            | 14.02.1993              | (2054 geplant) |
| Darlington-4 | CANDU-850  | 878 MW          | 934 MW           | 01.07.1985 | 17.04.1993            | 14.06.1993              | (2056 geplant) |